# Humansville (Misuri)
Humansville es una ciudad ubicada en el condado de Polk en el estado estadounidense de Misuri. En el Censo de 2010 tenía una población de 1048 habitantes y una densidad poblacional de 340,89 personas por km².

## Geografía
Humansville se encuentra ubicada en las coordenadas 37°47′42″N 93°34′37″O / 37.79500, -93.57694. Según la Oficina del Censo de los Estados Unidos, Humansville tiene una superficie total de 3.07 km², de la cual 3.04 km² corresponden a tierra firme y (1.01%) 0.03 km² es agua.

## Demografía
Según el censo de 2010, había 1048 personas residiendo en Humansville. La densidad de población era de 340,89 hab./km². De los 1048 habitantes, Humansville estaba compuesto por el 96.56% blancos, el 0.1% eran afroamericanos, el 0.57% eran amerindios, el 0.1% eran asiáticos, el 0% eran isleños del Pacífico, el 0.19% eran de otras razas y el 2.48% pertenecían a dos o más razas. Del total de la población el 3.82% eran hispanos o latinos de cualquier raza.